# Diep.io
Diep.io je akční hra pro více hráčů dostupná pro webové prohlížeče, Android a iOS, kterou vytvořil brazilský vývojář Matheus Valadares. Hráči ovládají tanky a získávají body ničením tvarů a zabíjením ostatních hráčů ve 2D aréně. Mobilní verze hry byla vydána v roce 2016 společností Miniclip, v roce 2021 ji koupil herní web Addicting Games.

## Hratelnost
Ve hře Diep.io je hlavním cílem hráče získávat body ničením různých polygonových objektů a zabíjením ostatních hráčů střelbou z tanku. Získáváním bodů se tanku zvyšuje úroveň. Zvyšování úrovně umožňuje hráči investovat bod dovednosti do vlastností tanku, jako je rychlost pohybu a poškození kulkami, což hráčům umožňuje získat výhodu nad ostatními hráči. Hráči si také mohou každých 15 úrovní až do 45. úrovně vylepšovat svůj tank na silnější třídy, což jim dává schopnosti, které ostatní tanky nemusí mít. Hra Diep.io nabízí různé mapy pro různé herní režimy, které obsahují týmové mechaniky, jako jsou FFA, TDM a Tag.